# Amaksofobia
Amaksofobia − panika, lęk i obawa przed jazdą samochodem, rodzaj zaburzenia lękowego z grupy fobii. Amaksofobia spotykana jest rzadko, znacznie częściej spotykane są jednak jej odmiany obejmujące np. lęk przed dużą prędkością, lęk przed jazdą samochodem w roli pasażera, lęk przed skręcaniem w lewo czy parkowaniem między dwoma samochodami.

## Leczenie
Amaksofobię leczy się przez odwrażliwianie pacjenta z fobią polegające na stopniowym przyzwyczajaniu pacjenta do sytuacji jazdy i wygaszaniu negatywnych emocji związanych z tą aktywnością. Jedną z modyfikacji tej metody leczenia jest zbadana na University of Manchester metoda Virtual Reality Exposure Treatment, w której pacjent leczony jest z wykorzystaniem gogli prezentujących pacjentowi obraz wirtualnej rzeczywistości. Wygaszanie przy zastosowaniu wirtualnej rzeczywistości następuje szybciej niż tradycyjną metodą.